# Chvalka (Svitavská pahorkatina)
Chvalka (620 m n. m.) je vrch v okrese Svitavy v Pardubickém kraji. Leží asi 0,5 km vsv. od obce Želivsko, s vrcholem na katastrálním území obce Rudná, západními svahy na území Želivska a východními na území obce Březina.

## Geomorfologické zařazení
Geomorfologicky vrch náleží do celku Svitavská pahorkatina, podcelku Českotřebovská vrchovina, okrsku Hřebečovský hřbet a podokrsku Hynčinský hřbet, jehož je to nejvyšší bod.